# Egon Parolari
Egon Anton Parolari (* 21. September 1924 in Brugg, Aargau; † 27. März 2022) war ein Schweizer Oboist und Oboen-Pädagoge.

## Ausbildung
Egon Parolari wurde als Sohn des Mandolinisten und Musiklehrers Zephyrinus A. Parolari geboren. Er studierte 1936–39 beim Solo-Oboisten des Tonhalle-Orchesters Zürich Zürich, Marcel Saillet. 1939–43 absolvierte er das Konservatorium Zürich mit Diplomabschluss. Nach dem Krieg bildete er sich bei Roland Lamorlette und Pierre Bajeux in Paris weiter.

## Orchestertätigkeit
1943 spielte Parolari im Orchester der Musikfestwochen Gstaad unter dem Dirigenten Hermann Scherchen. Daran schloss sich eine Verpflichtung ans Orchestre de la Suisse Romande unter Ernest Ansermet an. 1944–69 war Parolari Mitglied des Schweizer Festspiel-Orchesters Luzern, seit 1950 als Solo-Oboist.
1944–1989 war Egon Parolari Solo-Oboist im Stadtorchester Winterthur.

## Karriere als Solist
Am Concours de Genève gewann Parolari 1952 den zweiten Preis. Darauf wirkte er international als Solist und trat etwa in London, Nizza, Oxford, Berlin und München auf. Er konzertierte mit dem Stadtorchester Winterthur, mit dem Musikkollegium Winterthur, mit dem Münchener Bach-Orchester, mit dem Zürcher Kammerorchester, mit dem Collegium musicum Zürich sowie mit einer Reihe von Kammermusik-Formationen, darunter dem Winterthurer Streichquartett, dem Streichtrio Redditi oder dem Zürcher Kammer-Ensemble. Weitere prägende Anregungen empfing er von den Dirigenten Karl Richter, Wilhelm Furtwängler, Joseph Keilberth und Hans Rosbaud.
Das Angebot einer Stelle als erster Oboist beim Berliner Philharmonischen Orchester lehnte Parolari 1953 ab und verlegte seinen Lebensmittelpunkt nach Winterthur.
1957 interpretierte er die Uraufführung des Oboenkonzerts von Peter Mieg mit dem Zürcher Kammerorchester, 1959 schloss sich die Uraufführung des Concerto pour Hautbois et Orchestre à Cordes von Raffaele d’Alessandro an.

## Lehrtätigkeit
1952–92 wirkte Parolari als Dozent für Oboe an Musikschule und Konservatorium Winterthur.
1989 empfing er den Kulturpreis der Stadt Winterthur. Der Winterthurer Dirigent Reto Parolari war sein Sohn.

## Tonträgerveröffentlichungen (Auswahl)
- Konzert für Oboe und Orchester von Peter Mieg, Zürcher Kammerorchester, Amadeo AVRS 6243
- Konzert in Es für Oboe und Orchester von G. F. Händel, Zürcher Kammerorchester, Amadeo AVRS 6366
- Konzert in C für Oboe und Orchester von J. Stamitz, Zürcher Kammerorchester, Amadeo AVRS 6401
- Sonaten für Oboe und Cembalo (mit J. C. Zehnder), Jecklin 121